# Campionato albanese di calcio a 5 2007-2008
Il Campionato albanese di calcio a 5 2007/2008 (Kampionati Mini-Futbollit 2007/2008) è la quinta edizione della manifestazione nazionale di calcio a 5 dell'Albania, si è disputato a partire da novembre 2007 ed ha confermato la formula dei 2 gironi con fase finale a playoff.

## Fase a gironi

### Girone A
| Pos | Squadra             | Pti | G  | V | N | P | GF | GS |
| --- | ------------------- | --- | -- | - | - | - | -- | -- |
| 1   | Teuta Durres        | 28  | 12 | 9 | 1 | 2 | 83 | 54 |
| 2   | KS Ali Demi Tirana  | 28  | 12 | 9 | 1 | 2 | 66 | 39 |
| 3   | Vllaznia Shkoder    | 24  | 12 | 8 | 0 | 4 | 81 | 48 |
| 4   | SK Elbasani Elbasan | 16  | 12 | 5 | 1 | 6 | 60 | 64 |
| 5   | Skampa Elbasan      | 10  | 12 | 3 | 1 | 8 | 52 | 71 |
| 6   | Partizani Tirana    | 9   | 12 | 3 | 0 | 9 | 56 | 86 |
| 7   | 1 Maji Tirana       | 9   | 12 | 3 | 0 | 9 | 52 | 88 |

### Girone B
| Pos | Squadra              | Pti | G  | V  | N | P  | GF | GS |
| --- | -------------------- | --- | -- | -- | - | -- | -- | -- |
| 1   | Flamurtari Vlore     | 32  | 14 | 10 | 2 | 2  | 64 | 41 |
| 2   | Antena Nord Shkoder  | 32  | 14 | 10 | 2 | 2  | 59 | 38 |
| 3   | Tirana               | 31  | 14 | 10 | 1 | 3  | 82 | 43 |
| 4   | Olimpik Tirana       | 27  | 14 | 8  | 3 | 3  | 55 | 53 |
| 5   | Besëlidhja Lezha     | 19  | 14 | 6  | 1 | 7  | 92 | 76 |
| 6   | AE Skënderbej Tirana | 11  | 14 | 3  | 2 | 9  | 54 | 79 |
| 7   | Divjaka              | 10  | 14 | 3  | 1 | 10 | 37 | 79 |
| 8   | Pogradeci Pogradec   | 0   | 14 | 0  | 0 | 14 | 7  | 41 |

## Playoff

### Quarti di finale
- 16 aprile 2008: Flamurtari - Elbasani 5-1
- 16 aprile 2008: KF Tirana - Teuta 2-1
- 16 aprile 2008: KS Ali Demi - Olimpik 5-2
- 16 aprile 2008: Vllaznia - Antena Nord 0-2 n.p.

### Girone finale
| Pos | Squadra             | Pti | G | V | N | P | GF | GS |
| --- | ------------------- | --- | - | - | - | - | -- | -- |
| 1   | KF Tirana           | 9   | 3 | 3 | 0 | 0 | 15 | 6  |
| 2   | Flamurtari Vlore    | 4   | 3 | 1 | 1 | 1 | 10 | 10 |
| 3   | Antena Nord Shkoder | 4   | 3 | 1 | 1 | 1 | 14 | 14 |
| 4   | KS Ali Demi Tirane  | 0   | 3 | 0 | 0 | 3 | 11 | 20 |